# Parafia św. Stanisława w Jodłowej
Parafia Świętego Stanisława w Jodłowej – parafia rzymskokatolicka znajdująca się w diecezji tarnowskiej w dekanacie Pilzno. Erygowana w XIII wieku. Mieści się pod numerem 56. Prowadzą ją księża diecezjalni. 

## Historia
Do roku 2008 rolę kościoła parafialnego pełnił zabytkowy kościół pw. św. Stanisława, biskupa i męczennika wzniesiony między 1670 a 1679 r., po spaleniu poprzedniej drewnianej świątyni. Konsekracji tej świątyni dokonał w 1683 r. biskup Mikołaj Oborski (sufragan krakowski). Kościół powiększono w latach 1923-32. 
W 1997 rozpoczęto prace budowlane nad nową świątynią sanktuaryjną. Kamień węgielny wraz z kamieniem z bazyliki Narodzenia Jezusa w Betlejem poświęcony przez Jana Pawła II w Krośnie (10 czerwca 1997) wmurował bp Wiktor Skworc, 15 września 2001 r. Zwieńczeniem budowy kościoła było przeniesienie łaskami słynącej figury Dzieciątka Jezusa z zabytkowej do nowej świątyni oraz jej poświęcenie i konsekracja dokonana w dniu 13 lipca 2008 r. przez ówczesnego bpa tarnowskiego Wiktora Skworca. 
Parafia Jodłowa jest miejscem kultu łaskami słynącej figury Dzieciątka Jezus. Jest to jedyne sanktuarium Dzieciątka Jezus w Polsce. Miejsce to jest nazywane Polskim Betlejem lub Podkarpackim Betlejem.  
Do parafii należą mieszkańcy: Jodłowej, Wisowej i Dębowej.  

## Proboszczowie parafii[5]
- ks. Ignacy Zięba 1896–1919
- ks. Władysław Kulczycki 1919–1920
- ks. Jan Starzak 1920–1955
- ks. Jan Mleczko 1955–1990
- ks. Tadeusz Nowak 1990
- ks. Stanisław Urbański 1990–1995
- ks. Franciszek Cieśla 1995–2009
- ks. Zenon Tomasiak 2009–2021
- ks. Piotr Adamczyk 2021[6]

## Obiekty parafialne

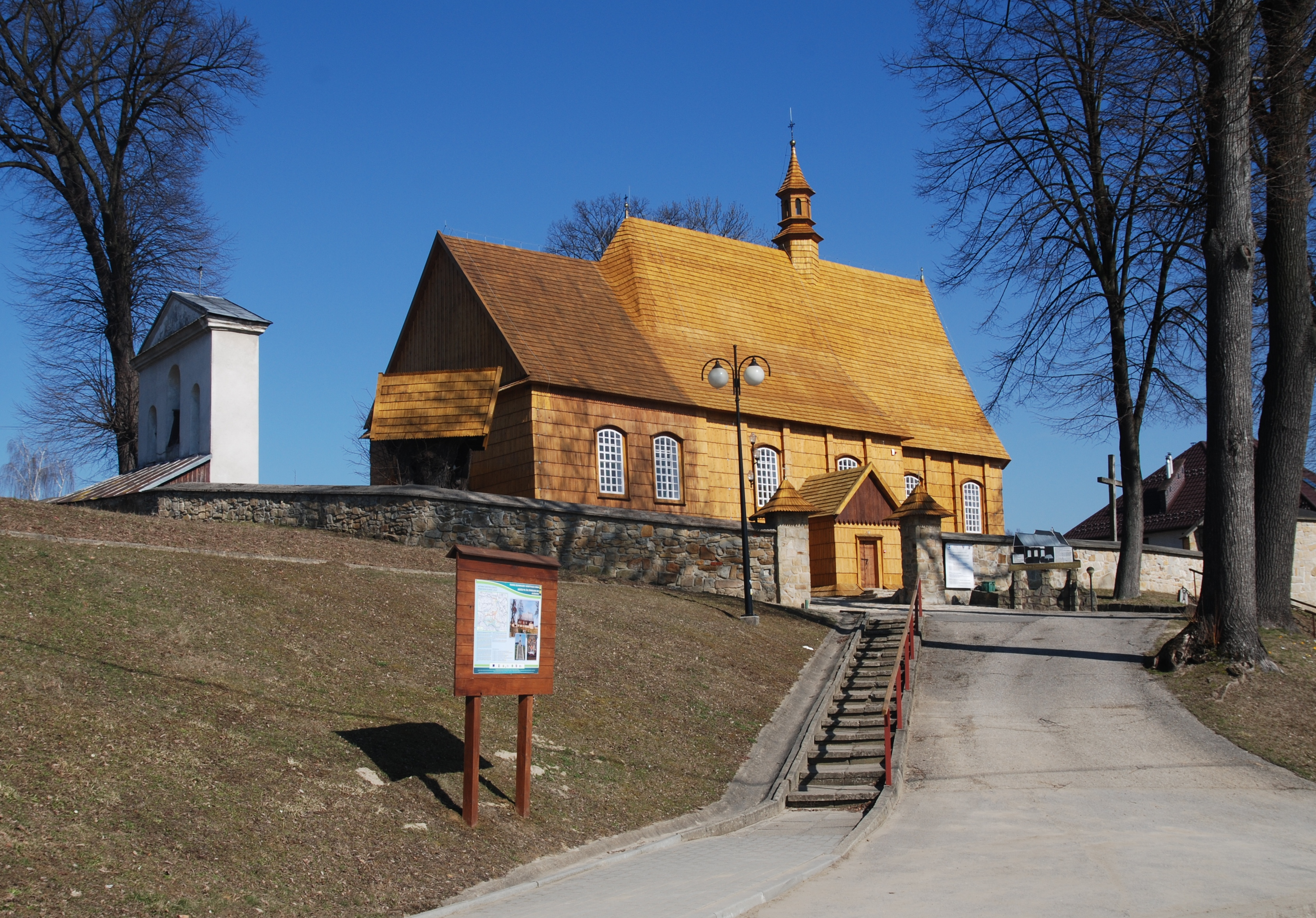
Zabytkowy kościół św. Stanisława BM
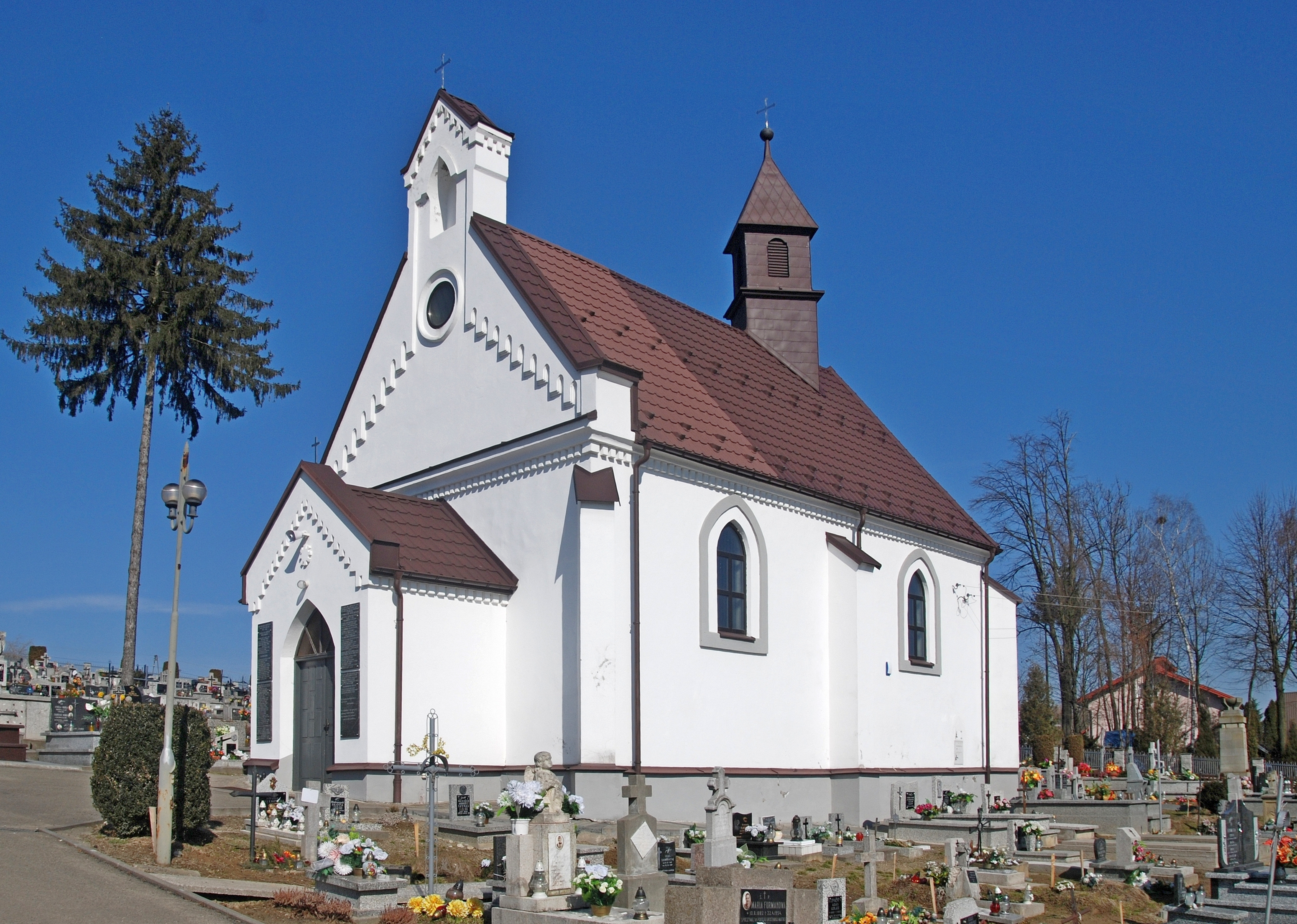
Kaplica cmentarna
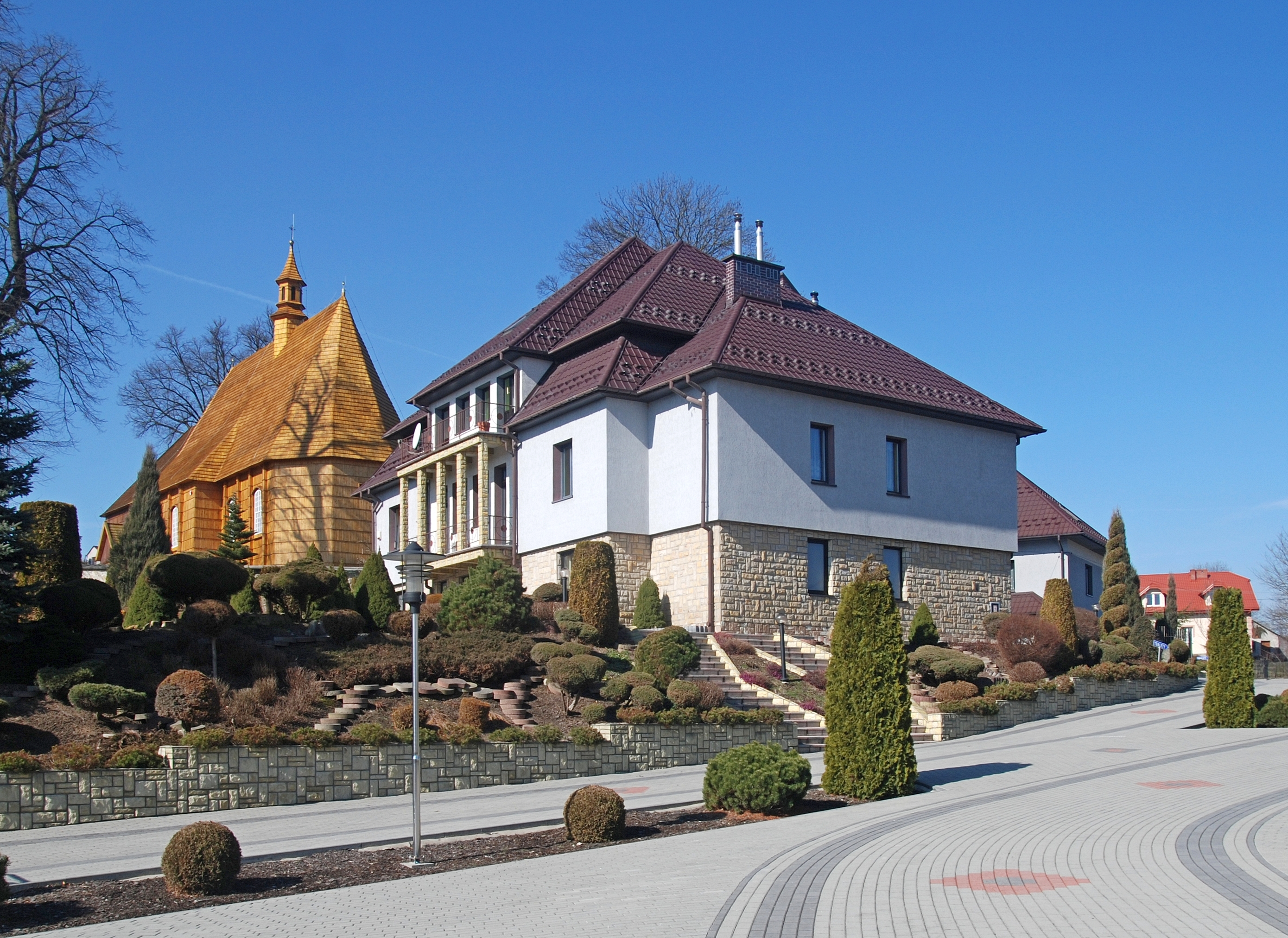
Plebania